# Африг
Африг (*’pryk, IV ст.) — 1-й володар Хорезму з династії Афригідів.

## Життєпис
Виводив свій рід від напівлегендарної династії Сіявушидів. Можливого його батьком був Вазамар, або сам африг прийняв тронне ім'я Вазамар. В 270-х роках в результаті поразок Хорезму на чолі із династією Артавидів-Сіявушидів від військ Сасанідів в державі почалася криза, якою скористався Арфиг. Він заснував власну династію, переніс столицю з занепалого міста Топар-кали до нового — Кят. 
Невдовзі спорудив особисту резиденцію Фір, де розташовувся його палац. Він відновив традиційне карбування монети з тамгою Сіявушидів, відмовившись від кушанської традиції. Згідно з аль-Біруні правління Африга було досить жорстоким і деспотичним, що ймовірно було викликано бажання зміцнити власну династію, чому протистояли інші аристократи, які також були споріднені з Сіявушидами.
Дата смерті Африга невідома. Йому спадкував син Багра.